# Rach'ja
Rach'ja è una cittadina della Russia europea nordoccidentale, situata nella oblast' di Leningrado (rajon Vsevoložskij).
Sorge nella parte centrale della oblast', a pochi chilometri di distanza dalle sponde del lago Ladoga.